# Martinsturm (Quedlinburg)

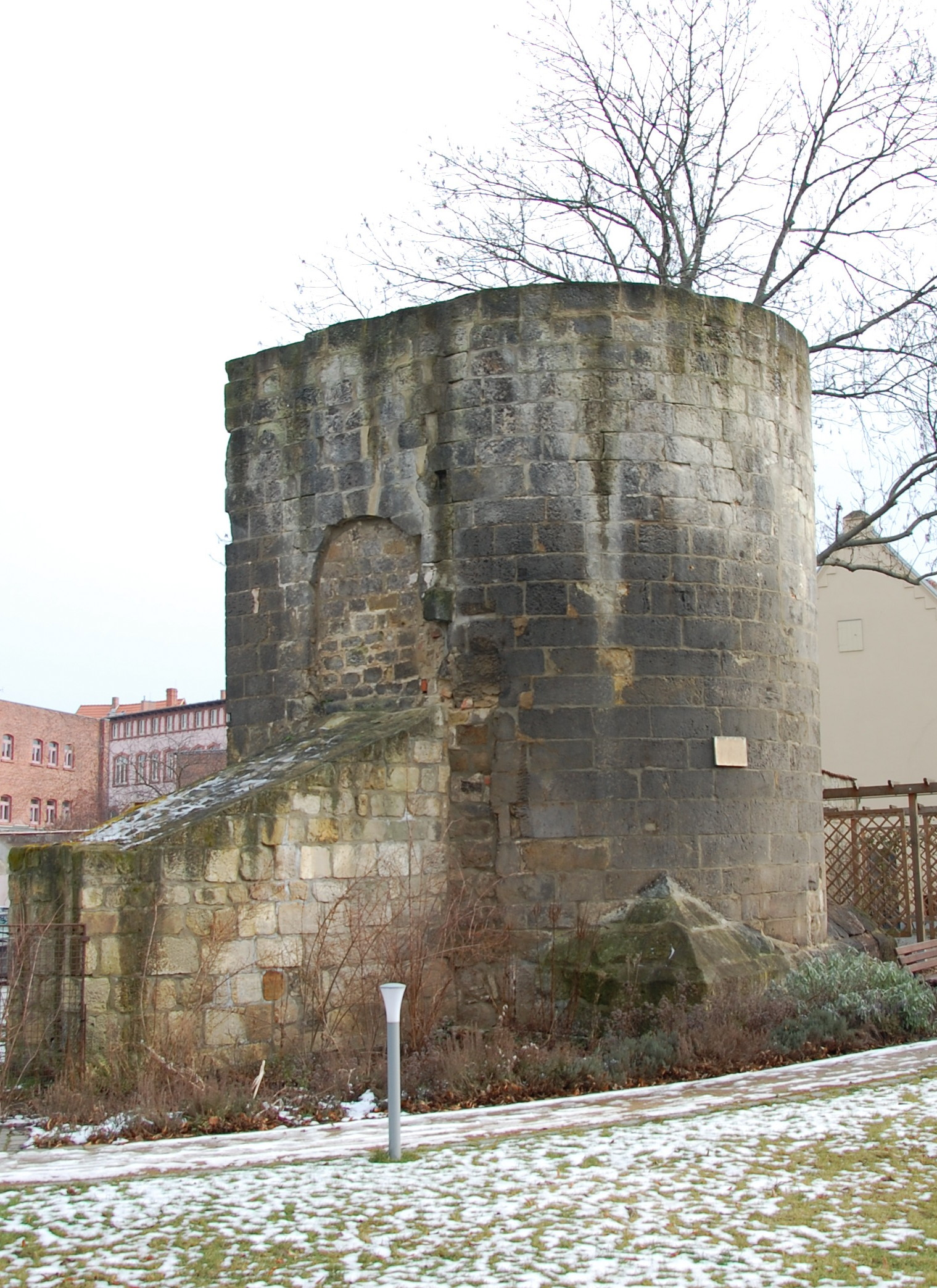
Martinsturm

Der Martinsturm, auch als Mertensturm bezeichnet, ist ein mittelalterlicher Wehrturm der denkmalgeschützten Stadtbefestigung der Stadt Quedlinburg in Sachsen-Anhalt.

## Lage
Der Turm befindet sich im südlichen Teil der alten Stadtbefestigung der historischen Quedlinburger Neustadt, am Südende der Straße Damm. Nordöstlich des Turms fließt der Mühlgraben.

## Geschichte und Architektur
Der Martinsturm wurde als halbrunder Schalenturm errichtet. Nach Norden zur Stadtseite hin ist der Turm daher offen. Der Turm diente, gemeinsam mit dem ursprünglich auf der anderen Seite des Mühlgrabens stehenden, jedoch nicht erhaltenen Mummentalturm, der Verteidigung des durch den Durchfluss des Mühlgrabens gebildeten Schwachpunkt in der Stadtbefestigung. Erhalten geblieben ist nur ein Turmstumpf, der in die Gestaltung der Parkanlage der südlich gelegenen Seniorenwohnanlage Heiligegeiststraße 10 einbezogen wurde.